# الناجیه
الناجیه (به عربی: الناجیة) یک روستا در سوریه است که در ناحیه بداما واقع شده‌است. الناجیه ۴٬۴۲۴ نفر جمعیت دارد.